# Dictyoasterina conopharyngiae
Dictyoasterina conopharyngiae — вид грибів, що належить до монотипового роду  Dictyoasterina.